# Obwód Berat
Obwód Berat (alb.: qarku i Beratit) jest jednym z dwunastu obwodów w Albanii.
W skład obwodu wchodzą okręgi: Berat, Kuçova i Skrapar. Stolicą obwodu jest Berat.

## Demografia
W 2021 roku według spisu ludności w obwodzie zamieszkiwało 119 450 mieszkańców.

### Struktura narodowościowa[3]
- Albańczycy – 83,95%
- Arumuni – 0,47%
- Romowie – 0,14%
- Grecy – 0,13%
- Egipcjanie – 0,08%
- Macedończycy – 0,01%
- brak odpowiedzi – 15,22%.

### Struktura wyznaniowa[3]
- muzułmanie – 58,41% (w tym bektaszyci 8,23%)
- prawosławni – 7,48%
- ateiści – 3,42%
- katolicy – 1,15%
- ewangelicy – 0,05%
- brak odpowiedzi – 29,54%